# Pavlovice
Pavlovice (Duits: Pawlowitz) is een Tsjechische gemeente in de regio Midden-Bohemen en maakt deel uit van het district Benešov. Het dorp ligt op 3 kilometer afstand van de stad Vlašim.
Pavlovice telt 279 inwoners (2025).

## Geografie
Tussen 1850 en 1880 behoorde Řimovice tot de gemeente. Nabij het dorp is een grote vijver.

## Geschiedenis
De eerste schriftelijke vermelding van het dorp dateert van 1344, toen het dorp in papieren van het bisdom Praag vermeld werd als zijnde onderdeel van de parochie van Vlašim. Aan het begin van de vijftiende eeuw behoorde Pavlovice toe aan de heren van Lipno. Aan het einde van de Hussietenoorlogen verkreeg Mikuláš Trčka Pavlovice, nadat het dorp eerder was geconfisqueerd. In 1442 werd Pavlovice  bij het landgoed Vlašim gevoegd; tot 1848 deelde het dorp alle eigenaarwisselingen met het landgoed.
Sinds 1960 maakt Pavlovice volledig deel uit van het district Benešov.

## Voorzieningen
Er is een openbare bibliotheek in het dorp en een vrijwillig brandweerkorps, dat sinds 1912 actief is.

## Verkeer en vervoer

### Autowegen
Pavlovice is te bereiken via diverse regionale wegen. 

### Spoorlijnen
Er is geen station in Pavlovice. Het dichtstbijzijnde station is in Vlašim, op zo'n 4,5 kilometer afstand. Dat station ligt aan de spoorlijn van Benešov naar Vlašim.

### Buslijnen
Er zijn twee bushaltes in en bij Pavlovice:
| Halte                | Lijn(en)        | Traject(en)                                                               | Vervoerder(s)                                       |
| -------------------- | --------------- | ------------------------------------------------------------------------- | --------------------------------------------------- |
| Pavlovice, Pavlovice | 483 487 795 844 | Vlašim - Chocerady Vlašim - Kolín Vlašim - Zruč nad Sázavou Vlašim - Snět | CŠAD Benešov ČSAD Polkost CŠAD Benešov CŠAD Benešov |
| Pavlovice, Rozchod   | 483 487 795 844 | Vlašim - Chocerady Vlašim - Kolín Vlašim - Zruč nad Sázavou Vlašim - Snět | CŠAD Benešov ČSAD Polkost CŠAD Benešov CŠAD Benešov |

## Bezienswaardigheden
- Dorpskapel;
- Monument voor de gevallenen van de Eerste Wereldoorlog.

## Geboren in Pavlovice
- František Melichar (1842–1907), ingenieur

## Galerij

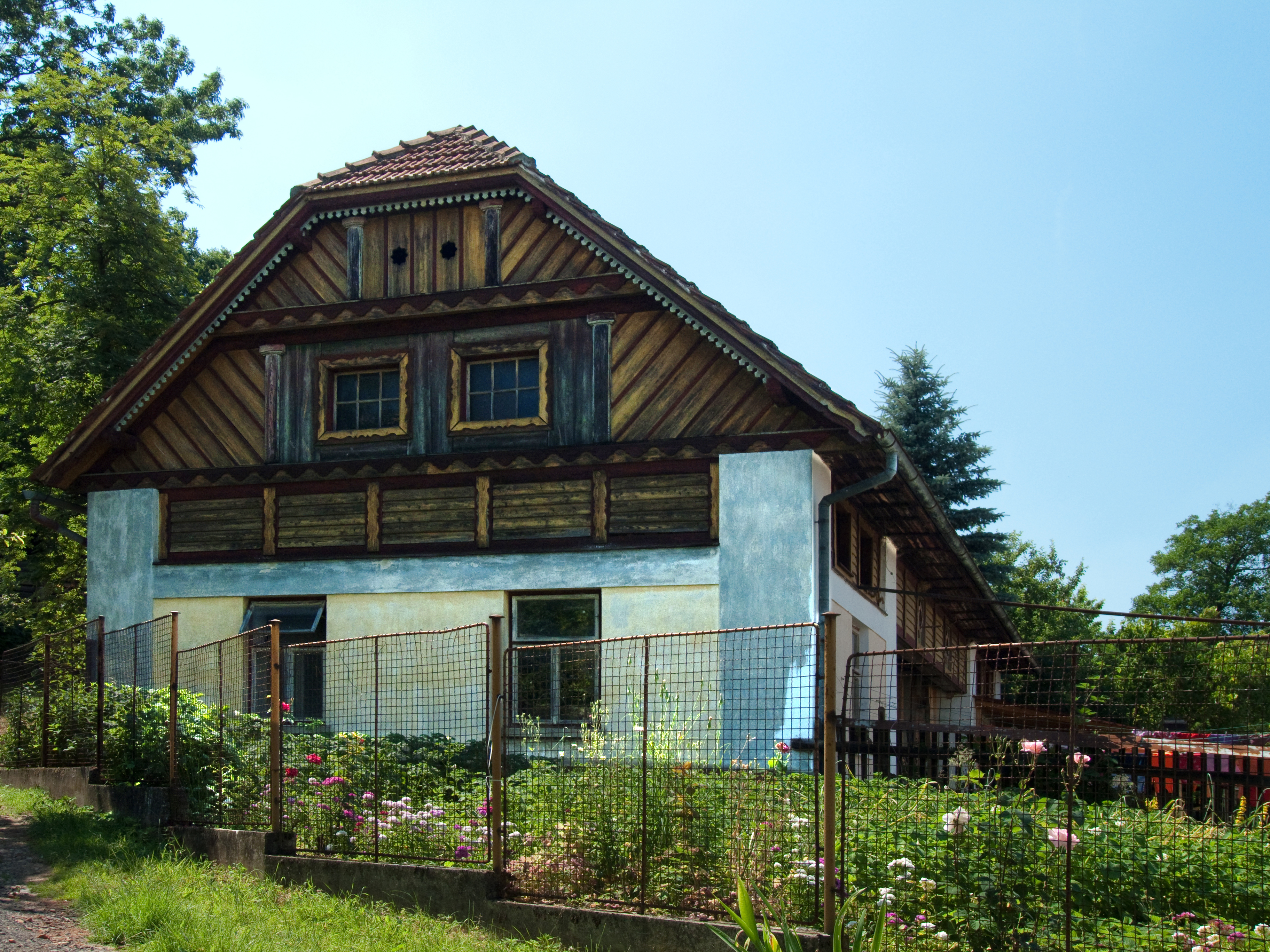
Huis in het dorp (2010)
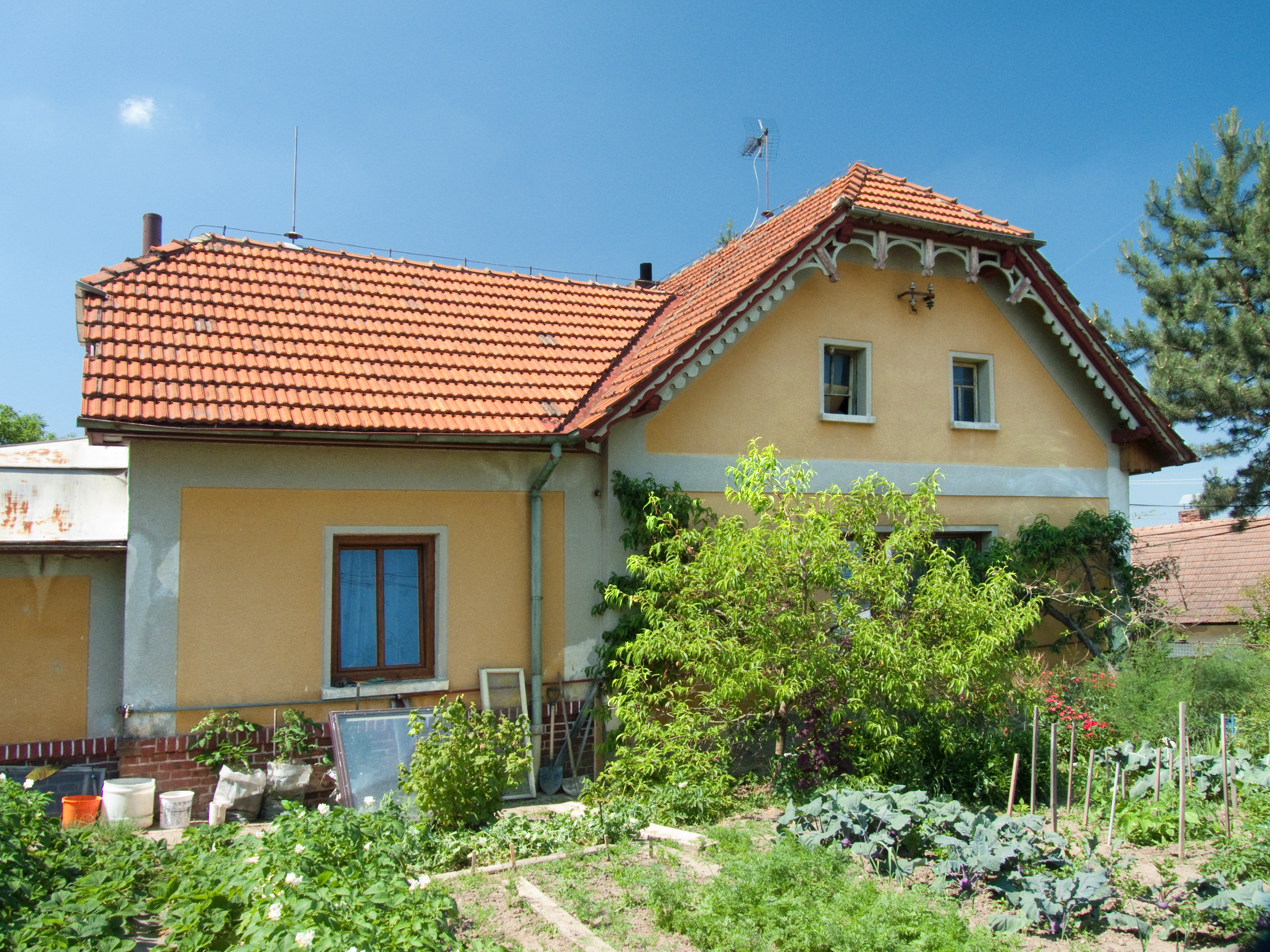
Huis in het dorp (2010)
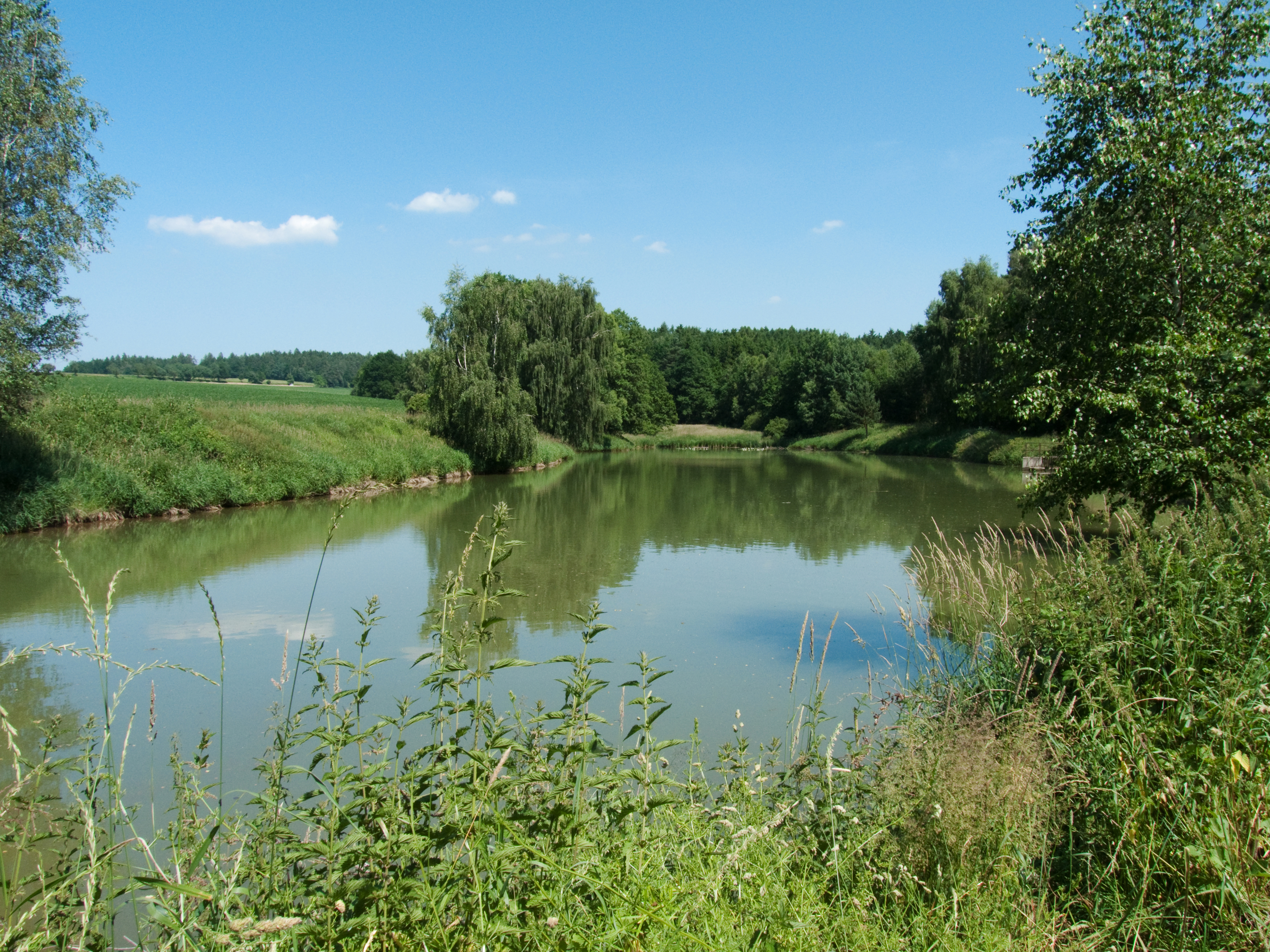
Dorpsvijver (2010)
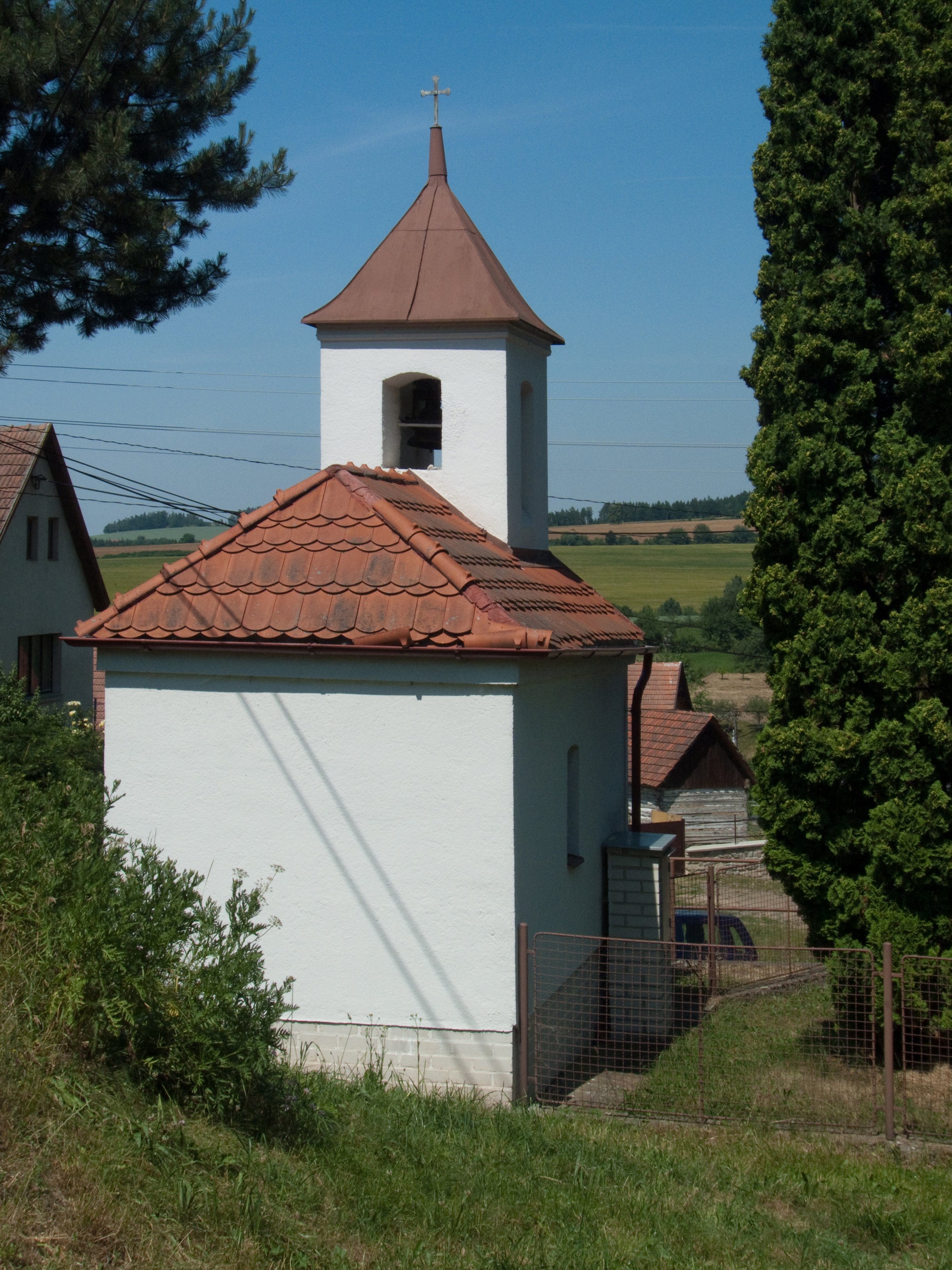
Dorpskapel - achterzijde (2010)
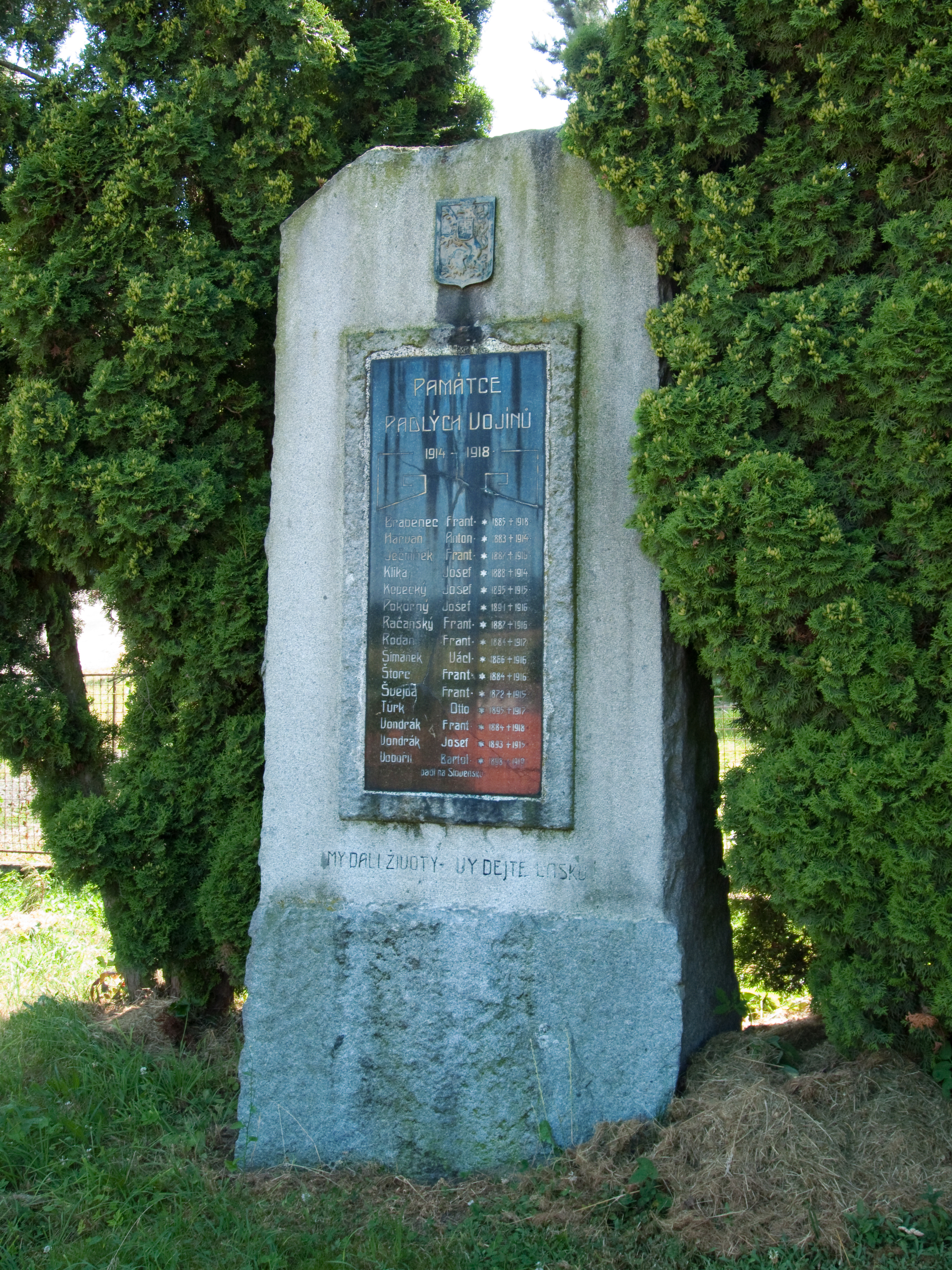
Oorlogsmonument (2010)